# Hauteclaire (épée)
Talhaprima • Closamont
Pour les articles homonymes, voir Hauteclaire.
L'épée Hauteclaire est une épée légendaire qui aurait appartenu à Olivier, l'un des héros de la Chanson de Roland. Cette épée est décrite comme étant en acier bruni avec un cristal incrusté dans une poignée d'or ; mais elle aurait disparu au Moyen Âge.
Girart de Viennes conte l'histoire de l'épée. D'après le poète, elle a appartenu à l'empereur Closamont. Celui-ci la perdit dans les bois lors de la bataille où il tua Maucon de Valfondée. Longtemps après, des faucheurs la retrouvèrent. Ils la ramassèrent et allèrent la présenter au pape. Celui-ci la conserva dans le trésor de Saint-Pierre. Pépin le Bref l'en fit sortir pour son couronnement. Il la donna au duc Beuves qui la céda à un juif de Vienne. Celui-ci la conserva jusqu'au jour où il la donna à Olivier.
L'épée se nomme Talhaprima dans Roland à Saragosse.
Dans le Mariage de Roland, Victor Hugo la nomme Closamont. Ce faisant, il reproduit l'erreur commise par Achille Jubinal dans sa traduction en prose du Girart de Vienne attribuée à Bertrand de Bar-sur-Aube.